# Дебет-Кредит
Де́бет-Кре́дит — професійний бухгалтерський тижневик, аналітичне видання України. Розрахований на бухгалтерів, аудиторів і фінансистів.
- Періодичність видання: щотижня
- Формат: 175×250 мм
- Обсяг: 80 — 96 повноколірних шпальт
- Наклад: 45 152 прим.

## Історія
- 2000 р. Виходить перший номер тижневика «Дебет-Кредит»
- 2001 р. Уперше в Україні виходять книги серії «Нова бухгалтерія»
- 2002 р. Сайт «ДЕБЕТУ-КРЕДИТУ» входить до десятки найкращих сайтів на тему «Бізнес та фінанси» і стає найпопулярнішим в Україні бухгалтерським ресурсом
- 2003 р. З'являється рубрика «Автоматично»
- 2004 р. Книга Р. Грачової «Енциклопедія бухгалтерського обліку» стає бухгалтерським бестселером
- 2005 р. Змінюється формат. «Дебет-Кредит» — лауреат всеукраїнського щорічного конкурсу ЗМІ «Золоте перо» у номінації «Незаперечний авторитет у галузі вчасного та найповнішого висвітлення питань податкового та бухгалтерського законодавства»
- 2006 р. З'являється нова рубрика: «Облік за МСФЗ». Проведення першого Великого бухгалтерського семінару
- 2007 р. «Дебет-Кредит» переходить на повнокольоровий друк
- 2008 р. Початок підписки на електронну версію «Дебету-Кредиту» в PDF-форматі, розвиток напрямку тематичних семінарів для невеликої аудиторії
- 2009–2010 р.р. Відкриття нових сервісів: відео-семінари, можливість оплати послуг електронними платіжними картками
- 2011 р. з'являється зручна безкоштовна програма GC Reader [Архівовано 13 листопада 2014 у Wayback Machine.] для отримання і читання електронних видань
- 2012 р. запускається окремий сайт бухгалтерських новин news.dtkt.ua [Архівовано 11 червня 2022 у Wayback Machine.]; впроваджується практика проведення вебінарів [Архівовано 11 червня 2022 у Wayback Machine.] на бухгалтерську тематику
- 2013 р. запуск сайту бланків звітності та податкового календаря blank.dtkt.ua [Архівовано 11 червня 2022 у Wayback Machine.] та сервісу онлайн-консалтингу consulting.dtkt.ua [Архівовано 11 червня 2022 у Wayback Machine.]
- 2014 р. комплекс сайтів  «Дебету-Кредиту» поповнюється сервісом бази нормативних документів docs.dtkt.ua [Архівовано 11 червня 2022 у Wayback Machine.]; запускається онлайн-рідер [Архівовано 11 червня 2022 у Wayback Machine.]